# Mariano Giallorenzo
Mariano Giallorenzo (Roverto, 7 augustus 1982) is een Italiaans wielrenner die anno 2012 uitkomt voor Meridiana-Kamen.

## Belangrijkste overwinningen
2004
- Eindklassement Ronde van Senegal